# Quartieri di Barranquilla
I Quartieri di Barranquilla (in spagnolo: barrio) sono le divisioni territoriali delle cinque località in cui si divide la città colombiana di Barranquilla: Sur Oriente, Sur Occidente, Norte-Centro Histórico, Metropolitana y Riomar.

## Elenco dei quartieri per località

### Riomar
| la playa - Villa Santos - Urbanización La Playa - El Poblado - Altamira - San Vicente - Altos del Limón - Altos de Riomar - Santa Mónica - Riomar - Andalucía - Las Flores - La Floresta - San Salvador | - Siape - Las Tres Avemarías - Villa del Este - El Castillo - Solaire - Paraíso - El Limoncito - Altos del Prado - La Castellana - Villa Carolina - El Golf - San Marino |

### Norte-Centro Histórico
| la bendición de dios - Ciudad Jardín - La Campiña - El Tabor - Miramar - Granadillo - Los Alpes - Nuevo Horizonte - El Porvenir - Altos del Prado - El Golf - El Country - Paraíso - Los Nogales - La Concepción - San Francisco - Santa Ana - América - Colombia - El Prado - Bellavista - Modelo | - Montecristo - Abajo - La Cumbre - Nuevo Horizonte - Campo Alegre - Las Colinas - Los Jobos - Las Mercedes - Betania - Las Delicias - El Recreo - Boston - El Rosario - Centro - Barlovento - Villanueva - El Boliche |

### Metropolitana
| - Conidec - Tcherassi - La Sierra - Cevillar - La Victoria - Los Continentes - Kennedy - La Sierrita - El Santuario - Las Américas - Carrizal - Buenos Aires - Santo Domingo de Guzmán - Villa San Pedro - Villa Olímpica - San Luis | - Veinte de Julio - Santa María - San Roque Sur - Villa Sevilla - Villa San Carlos - Las Granjas - Siete de Abril - Los Girasoles - Ciudadela Veinte de Julio - Parte de La Victoria |

### Sur Occidente
| - El rubí - Bajo valle - La Pradera - Los Olivos - La Florida - El Pueblo - Las Estrellas - Pastoral Social - Villa del Rosario - Las Terrazas - Mercedes Sur - Por Fin - La Paz - Mequejo - La Manga - 7 de agosto - Evaristo Sourdis - Lipaya - El Silencio - Olaya - La Libertad - Nueva Granada | - Santo Domingo - Lucero - Los Pinos - Loma Fresca - San Isidro - Alfonso López - Los Andes - San Felipe - Carlos Meisel - Nueva Colombia - Las Malvinas - Los Rosales - Pumarejo - Villate - El Carmen - Buena Esperanza - La Sierra - La Ceiba - La Esmeralda - El Bosque | - Chiquinquirá - Parte de El Recreo - La Gloria - Villa Flor - El Romance - California - San Pedro - Cordialidad - Las Torres - Ciudad Modesto - Paloquemao - Atlántico - Parte de Villa Blanca - El Valle - El eden 2000 |

### Sur Oriente
- Rebolo
- Atlántico
- Montes
- San José
- Boyacá
- Los Trupillos
- La Luz
- La Chinita
- Las Nieves
- Santa Helena
- La Unión
- El Campito
- Las Palmas
- La Magdalena
- El Limón
- Tayrona
- Universal
- Las Dunas
- San Nicolás
- José Antonio Galán
- Villa Blanca
- El Milagro
- Los Laureles
- Bella Arena
- Villa del Carmen
- La Alboraya
- (Ciudad Cisneros)*
- El Parque
- Parte de Buenos Aires
- Simón Bolívar
- Pasadena
- El Ferry
- Parte de la Victoria
- Ciudadela 20 de julio (sectores Domingo Marino, Salcedo, Bernardo Hoyos)
- El Moderno
- San Roque

- Zona Franca
- San Roque
- Rebolo
- Atlántico
- Montes
- San José
- Boyacá
- Los Trupillos
- La Luz
- La Chinita
- Las Nieves
- Santa Helena
- La Unión
- El Campito
- Las Palmas
- La Magdalena
- El Limón
- Tayrona
- Universal
- Las Dunas
- San Nicolás
- José Antonio Galán
- Villa Blanca
- El Milagro
- Los Laureles
- Bella Arena
- Villa del Carmen
- La Alboraya
- Ciudad Cisneros
- El Parque
- Las Gaviotas
- Parte de Buenos Aires
- Simón Bolívar
- Pasadena
- El Ferry